# Giurdignano
Giurdignano község (comune) Olaszország Puglia régiójában, Lecce megyében.

## Fekvése
A Salentói-félsziget déli részén fekszik Otrantótól nyugatra.

## Története
A vidéket már a bronzkorban lakták, erre utal a számos menhir. A számos menhirnek köszönhetően nyerte el a Giardino Megalitico d’Italia becenevet, azaz Olaszország megalitikus kertje. A római korban és a következő századokban a szomszédos Otrantóhoz tartozott. 1806-ban vált önállóvá, amikor a Nápolyi Királyságban felszámolták a feudalizmust.

## Népessége
A népesség számának alakulása:

## Főbb látnivalói
- Trasfigurazione del Signore-templom (17-18. század)
- Madonna del Rosario-templom (16. század)
- San Salvatore-kápolna (8-10. század)
- Palazzo Baronale (16. század)
- Menhirek: Madonna di Costantinopoli, Palanzano, Monte Tongolo, Vico Nuovo 1 és 2, San Paolo, Croce della Fausa, San Vincenzo, Madonna del Rosario.